# 새서귀초등학교
새서귀초등학교는 대한민국 제주특별자치도 서귀포시에 있는 공립 초등학교이다.

## 학교 연혁
- 1992년 3월 17일 : 설립 인가
- 1993년 3월 6일: 개교(6학급 편성, 231명)
- 1994년 3월 1일 : 7학급 편성
- 1995년 3월 1일 : 12학급 편성
- 1995년 3월 1일 : 제주도교육청지정 에너지절약시범학교 운영
- 1996년 3월 1일 : 새서귀초등학교로 교명 변경, 15학급 편성
- 1996년 6월 30일 : 교사동 3층 6개 교실 증축
- 1997년 3월 1일 : 18학급 편성
- 1997년 11월 1일 : 교사동 3개 교실 준공
- 1998년 3월 1일 : 교육부지정 인성교육시범학교 운영
- 1999년 3월 1일 : 17학급 편성, 교육부지정 열린교육시범학교 변경
- 2000년 3월 1일 : 18학급 편성, 지역중심방송시범학교 운영
- 2001년 3월 1일 : 19학급 편성 인가
- 2005년 3월 1일 : 18학급 편성, 제주도교육청지정 안전교육시범학교 운영
- 2006년 4월 8일 : 자연 생태연못 조성
- 2006년 10월 28일 : 과학실 현대화 사업 완료
- 2007년 2월 28일 : 멀티미디어 어학실 사업 완료, 도서관 사업 완료
- 2007년 11월 17일 : 전교실 다목적 칠판 시설
- 2008년 1월 30일 : 전교실 대형 영상장비 시설
- 2008년 3월 1일 : 교육과학기술부지정 초등영어 교수학습방법 정책연구학교 운영
- 2008년 4월 15일 : 전 교실 컴퓨터 교체
- 2008년 9월 20일 : 3개 교실 증축, 냉난방 시설 사업, 화장실 환경 개선
- 2008년 11월 21일 : 영어체험실 완공
- 2009년 3월 1일 : 19학급 편성
- 2009년 8월 12일 : 잔디구장 조성
- 2009년 8월 20일 : 본관 건물 실내 리모델링, 운동장 천연 잔디 조성
- 2010년 1월 30일 : 별관 1, 2층 교실 및 특별실 리모델링
- 2010년 3월 1일 : 제주특별자치도교육청 지정 청렴교육 시범학교
- 2011년 3월 1일 : 20학급 편성
- 2011년 11월 30일 : 과학실 현대화 사업 완료
- 2012년 3월 1일 : 초등돌봄교실 신설(1학급)
- 2013년 3월 1일 : 제주특별자치도교육청지정 EBS 시범학교 운영(2년간)
- 2013년 8월 31일 : 화장실 현대화 사업 완료
- 2014년 3월 1일 : 20학급 편성
- 2014년 3월 1일 : 초등돌봄교실 운영(2학급)
- 2015년 7월 20일 : 다목적강당 완공, 교실 4개 신축, 급식실 현대화 사업완료
- 2016년 3월 1일 : 제11대 신금이 교장 부임
- 2016년 3월 1일 : 21학급 편성
- 2017년 2월 12일 : 제24회 졸업(남 44명, 여 45명, 계 89명), 총 2221명
- 2017년 2월 12일 : 별관 2층 4개 교실 증축
- 2017년 9월 1일 :   초등돌봄교실 3학급 인가·운영
- 2017년 10월 24일 : 환경실천학습장 클린하우스 설치
- 2017년 12월 23일 : 새서귀어린이 동시집 발간
- 2018년 1월 25일 : 제25회 졸업(남 49명, 여 55명, 계 104명), 총 2,325명
- 2018년 3월 1일 : 29학급 편성
- 2018년 3월 1일 : 제12대 안명숙 교장 부임
- 2019년 1월 10일 : 제 26회 졸업(남 65명, 여 63명, 계 128명), 총 2,453명
- 2019년 3월 1일 : 31학급 편성

## 참고 자료
- 새서귀초등학교 - 한국교육학술정보원 학교알리미